# Ijasu V.
Ijasu V., počeštěně Jozue nebo Ježíš, známý jako Lidž Ijasu (4. února 1895 – 25. listopadu 1935) byl etiopský císař v letech 1913–1916. Na rozdíl od ostatních tehdejších císařů nebyl nikdy korunován.

## Vláda
Po smrti císaře Menelika II. nastoupil na trůn jeho vnuk Lij Iyasu, který byl předtím veřejně označen jako dědic. Dceru Menelika II. budoucí císařovnu Zawditu a jejího manžela poslal na venkov.
Ijasu konvertoval k islámu a navázal během první světové války spolupráci s Centrálními mocnostmi, čímž se kompromitoval v očích křesťanské části etiopské společnosti. A tak byl po několika letech zbaven moci a Zawditu se mohla vrátit do hlavního města. 27. dubna 1916 sesadila rada státu a Etiopská(pravoslavná) církev Tewahedo/státní církev/ oficiálně Lidže Ijasua z trůnu a jmenovala Zawditu císařovnou. Zpočátku jí ale nebylo dovoleno převzít moc samostatně, regentem byl r.1917 jmenován její bratranec Rás Tafari Makonnen (budoucí císař Haile Selassie I.).
Na začátku své vlády bojovala Zawditu proti Ijasuovi, jenž – podporován svým otcem, rásem Mikaelem z Wolly – pokusil se znovu uchvátit trůn. Byl však poražen a upadl do zajetí. Ijasu i jeho otec byli poté vedeni ulicemi Addis Abeby v řetězech. Rás Tafari Makonnen nebyl této události přítomen na přání své manželky, vnučky Mikaelovy a neteře císaře Ijasua V.

## Vyznamenání
- rytíř Řádu Šalomounova – Etiopské císařství[1]
- čestný rytíř velkokříže Královského řádu Viktoriina – Spojené království, 7. září 1911[1]
- rytíř velkokříže Císařského rakouského řádu Leopoldova – Rakousko-Uhersko, 1912[1]
- rytíř velkokříže Řádu italské koruny – Italské království, 1912[1]